# Ctenusa carnicolor
Ctenusa carnicolor là một loài bướm đêm trong họ Noctuidae.